# Грайворон
Гра́йворон — город в Белгородской области России, административный центр Грайворонского района (городского округа). Население — 6179 человек (2021).

## География
Самый западный город Белгородской области. Расположен на берегах рек Ворсклы (приток Днепра) и Грайворонки вблизи границы с Украиной, в 15 км от железнодорожной станции Хотмыжск и в 78 км от Белгорода.

## История
Слобода Грайвороны основана черкасами Русского царства, а также переселенцами близ устья реки Грайворонки, при впадении её в реку Ворсклу. Годом её основания считается 1678 год, когда митрополит Мисаил по челобитной получил от царя Фёдора Алексеевича земли по берегам реки Грайворонки. Поселение было укреплено деревянными стенами с башнями, окружёнными валами и рвами и таким образом слобода превратилась в крепость (1681 год), находясь на перекрёстке оживлённых торговых дорог: Белгород — Ахтырка и Сумы — Харьков.
Поселение относилось к Ахтырскому Слободскому казачьему полку Белгородского разряда.
C 20 октября (ст. ст.) 1721 года по 1 сентября (ст. ст.) 1917 года в составе Российской империи.
В 1727 году Грайворонская слобода была причислена к Хотмыжскому уезду, который в 1779 году вошёл в состав Харьковского наместничества, а в 1797 году, с воцарением Павла I, был передан в Курскую губернию.
В 1838 году слобода преобразована в уездный город Грайворон — вместо Хотмыжска, который стал заштатным городом Грайворонского уезда.
В 1848 году в городе произошёл большой пожар, что стало причиной строительства нового города. В основу строительства был положен план Васильевского острова Санкт-Петербурга. Согласно плану, все улицы города сориентированы по сторонам света — в соответствии с розой ветров.
С 1 сентября по 25 октября (ст. ст.) 1917 года — в составе Российской республики.
С конца апреля 1918 года Грайворон подчинялся правительству Украинской Народной Республики и входил в состав Харьковской губернии (был оккупирован австро-германскими войсками).
В 1919 году входил в состав Харьковской области Вооружённых сил Юга России.
Советская власть в городе была окончательно установлена в декабре 1919 года.
C декабря 1922 года в составе Российской Советской Федеративной Социалистической Республики Союза Советских Социалистических Республик.
В 1928 году в Центрально-Чёрноземной области был создан Грайворонский район, который после раздела в 1934 году ЦЧО на Курскую и Воронежскую области, был включён в состав Курской области. Во время большевистской украинизации в городе существовала сеть украиноязычных общеобразовательных учреждений.
19 октября 1941 года советские органы и войска отступили из города от наступающих немецких войск. 16 февраля 1943 года освобождён частями Воронежского фронта в ходе Харьковской наступательной операции. 13 марта 1943 года оккупирован вторично. 7 августа 1943 года освобождён соединениями Воронежского фронта в ходе Белгородско-Харьковской наступательной операции.
6 января 1954 года Грайворонский район Курской области был передан в состав новообразованной Белгородской области и в ходе укрупнения районов в 1964 году упразднён и присоединён к Борисовскому району.
В 1989 году Грайворонский район был восстановлен.
22 мая 2023 года с территории Украины в Грайворонский район зашли отряды Русского добровольческого корпуса и Легиона «Свобода России».

## Герб
Первый герб города был гласным и утверждён 25 октября 1841 года. Его блазон звучал так:
Щит, разделенный на две равные части: верхняя из них заключает в себе герб губернскаго города Курска, а нижняя имеет в золотом поле летящего в правую сторону чёрнаго ворона, с распростертыми в диагональном положении крыльями.
В 1864 году был разработан, но так официально и не утвержден, другой проект герба Грайворона — с гербом Курской губернии в вольной части, с серебряной стенчатой короной в окружении золотых колосьев, увитых Александровской лентой.
Во времена СССР город получил соответствующий герб (эмблему) по примеру многих городов того времени.
После распада СССР исторический герб был с некоторыми изменениями восстановлен на основании варианта 1984 года и утверждён постановлением главы администрации района № 290 от 4 декабря 1995 г. Современный и изначальный варианты герба — гласные.

Блазон: 
В золотом поле летящий в правую сторону чёрный ворон с распростёртыми в диагональном направлении крыльями. В вольной части герб Белгородской области.

Прежние варианты
Современный рисунок по описанию проекта герба 1841 г.
Герб (эмблема) города времён СССР
Первоначальный проект герба 1995 г.

## Население
| 1856  | 1897  | 1923  | 1926  | 1931  | 1939  | 1959  | 1970  | 1979  | 1989  | 1992  |
| ----- | ----- | ----- | ----- | ----- | ----- | ----- | ----- | ----- | ----- | ----- |
| 3600  | ↗6340 | ↘5240 | ↗8900 | ↘7500 | ↘4600 | ↗5141 | ↗5859 | ↗5930 | ↗5992 | ↗6000 |
| 1996  | 1998  | 2000  | 2001  | 2002  | 2003  | 2005  | 2006  | 2007  | 2008  | 2009  |
| ↗6500 | ↘6100 | ↘5900 | ↗6000 | ↘5718 | ↗6200 | ↘6000 | →6000 | ↗6100 | →6100 | ↗6137 |
| 2010  | 2011  | 2012  | 2013  | 2014  | 2015  | 2016  | 2017  | 2018  | 2019  | 2020  |
| ↗6234 | ↘6200 | ↗6326 | ↗6361 | ↗6413 | ↗6481 | ↗6506 | ↘6404 | ↗6449 | ↘6431 | ↗6496 |
| 2021  |       |       |       |       |       |       |       |       |       |       |
| ↘6179 |       |       |       |       |       |       |       |       |       |       |

На 1 января 2025 года по численности населения город находился на 1052-м месте из 1124 городов Российской Федерации.

### Национальный состав
По итогам переписи населения 2020 года проживали следующие национальности (национальности менее 0,1 % и другое, см. в сноске к строке «Другие»):
| Национальность | Численность, чел. | Доля     |
| -------------- | ----------------- | -------- |
| Русские        | 5511              | 89,19 %  |
| Украинцы       | 117               | 1,89 %   |
| Цыгане         | 60                | 0,97 %   |
| Армяне         | 20                | 0,32 %   |
| Табасараны     | 12                | 0,19 %   |
| Татары         | 9                 | 0,15 %   |
| Азербайджанцы  | 9                 | 0,15 %   |
| Молдаване      | 8                 | 0,13 %   |
| Другие         | 433               | 7,01 %   |
| Итого          | 6179              | 100,00 % |

### Язык
По данным переписи 1897 года:
| Язык                       | Численность, чел. | Доля     |
| -------------------------- | ----------------- | -------- |
| Русский («великорусский»)  | 3490              | 55,05 %  |
| Украинский («малорусский») | 2743              | 43,26 %  |
| Еврейский                  | 69                | 1,09 %   |
| Другие                     | 38                | 0,60 %   |
| Итого                      | 6340              | 100,00 % |

В настоящее время основным языком города является русский.

## Достопримечательности

Детский ревматологический санаторий
(Дом купца Дмитриенко)

- Храм-часовня Иоасафа Белгородского, построена в 1998 году на месте кончины святителя.
- Никольский храм (построен на месте сгоревшей деревянной церкви в 1865 году).
- Духовно-просветительский Центр во имя Святителя Иоасафа Белгородского.
- Домашний зоопарк «Птичье царство» семьи Корниенко.
- Сохранились образцы архитектуры 2-й половины XIX — начала XX века: мужская гимназия (ныне СОШ Грайворона, построена в 1910 году), женская гимназия (ныне здание городской администрации, построена в 1870 году), бывшее земство (ныне администрация района), особняк с башенкой-эркером с элементами в стиле модерн (ныне детский ревматологический санаторий).
- Памятник юным героям Коле Синицыну, Пете Игнатенко и Мите Балицкому.

## Известные уроженцы
- Болдырев, Анатолий Капитонович (1883—1946) — русский ученый, кристаллограф и минералог.
- Орлов, Василий Сергеевич (1910—2010) — советский и российский художник.
- Славутинский, Степан Тимофеевич (1821—1884) — русский писатель.
- Шухов, Владимир Григорьевич (1853—1939) — русский и советский инженер, изобретатель, ученый.

## Радио
| Частота, МГц | Название                              |
| ------------ | ------------------------------------- |
| 66,92        | Радио России / ГТРК Белгород (Молчит) |
| 99,2         | Маруся FM                             |
| 104,9        | Радио Мира Белогорья                  |

## Фотогалерея

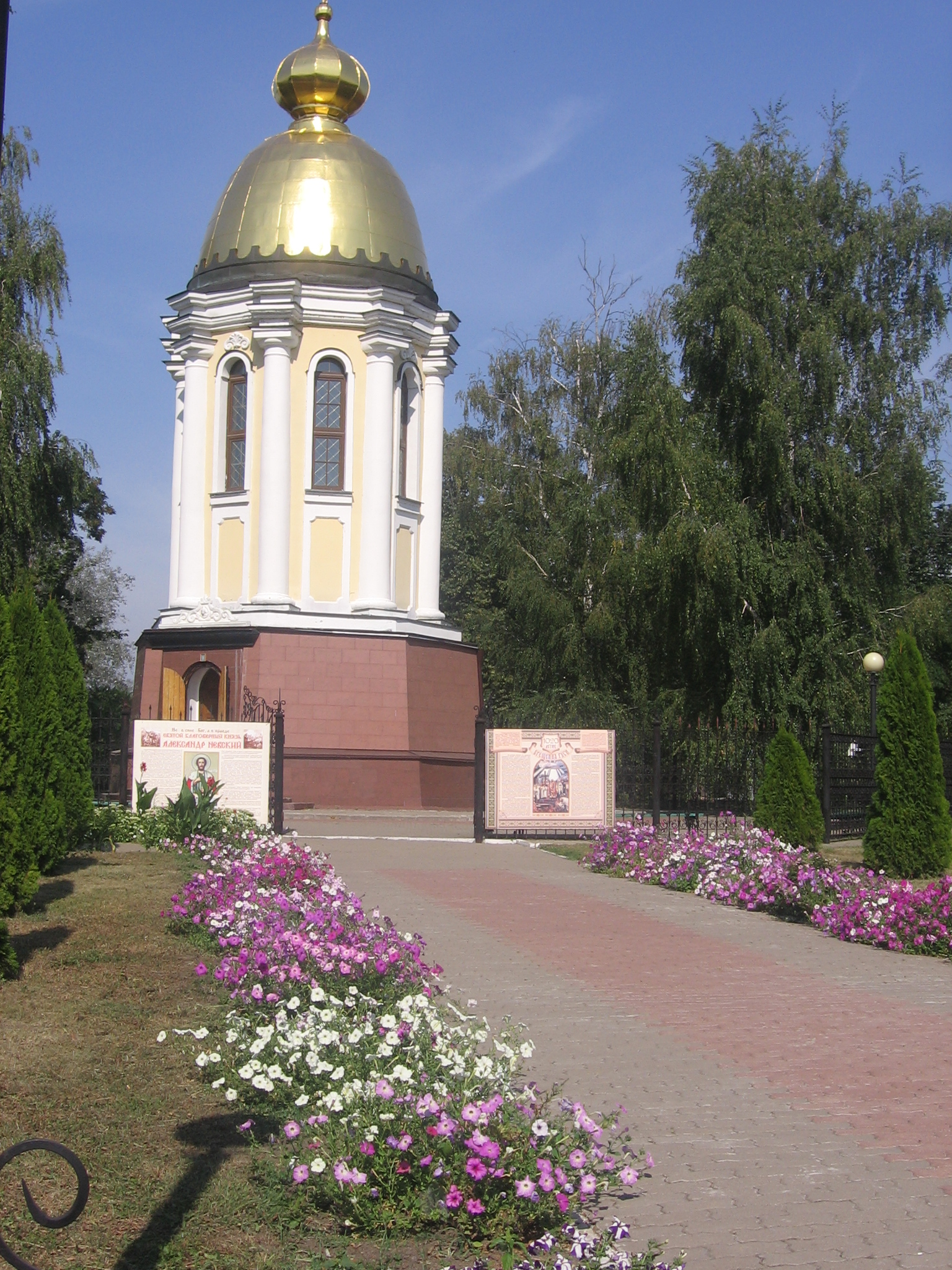
Часовня
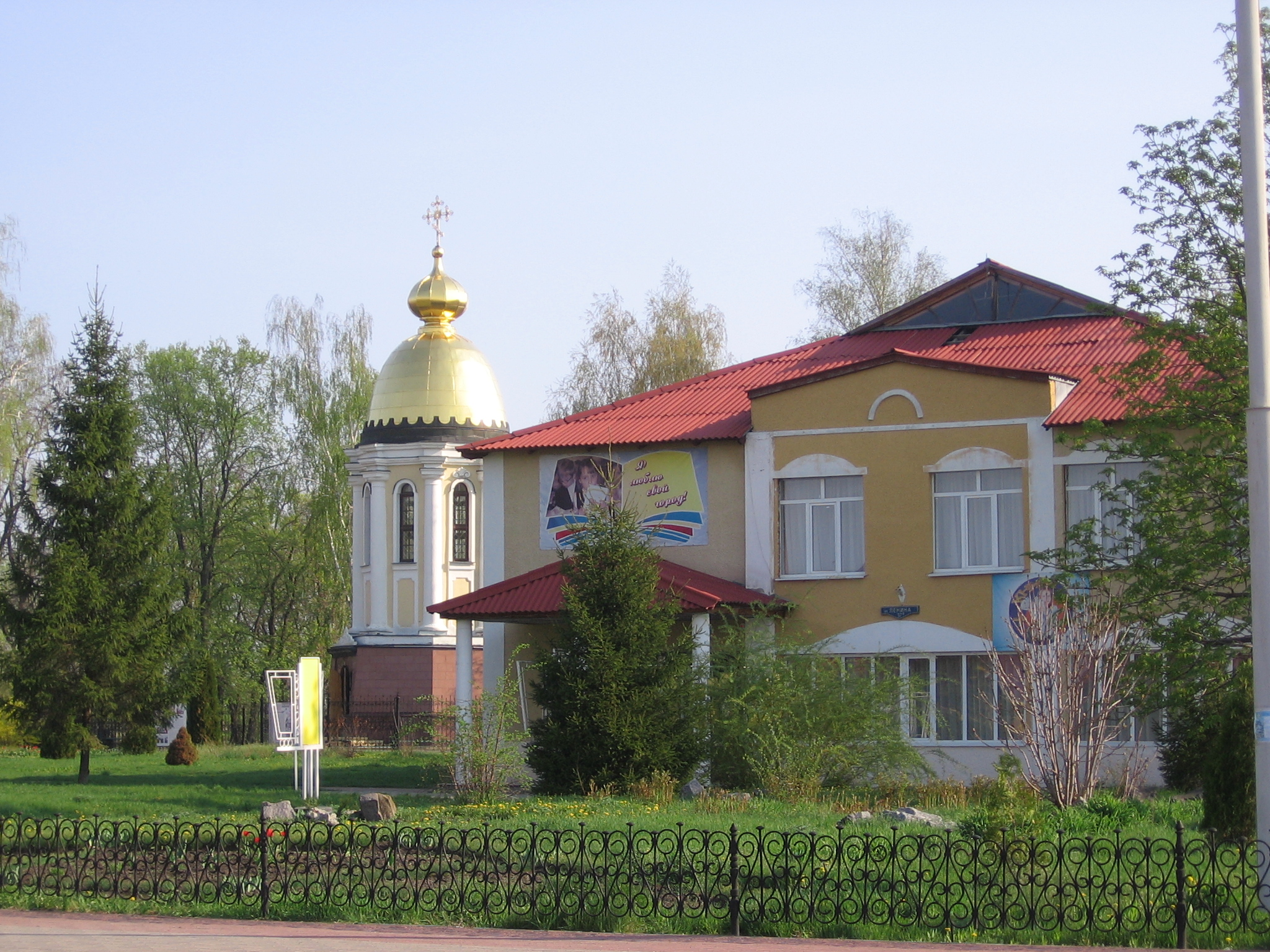
Детская библиотека
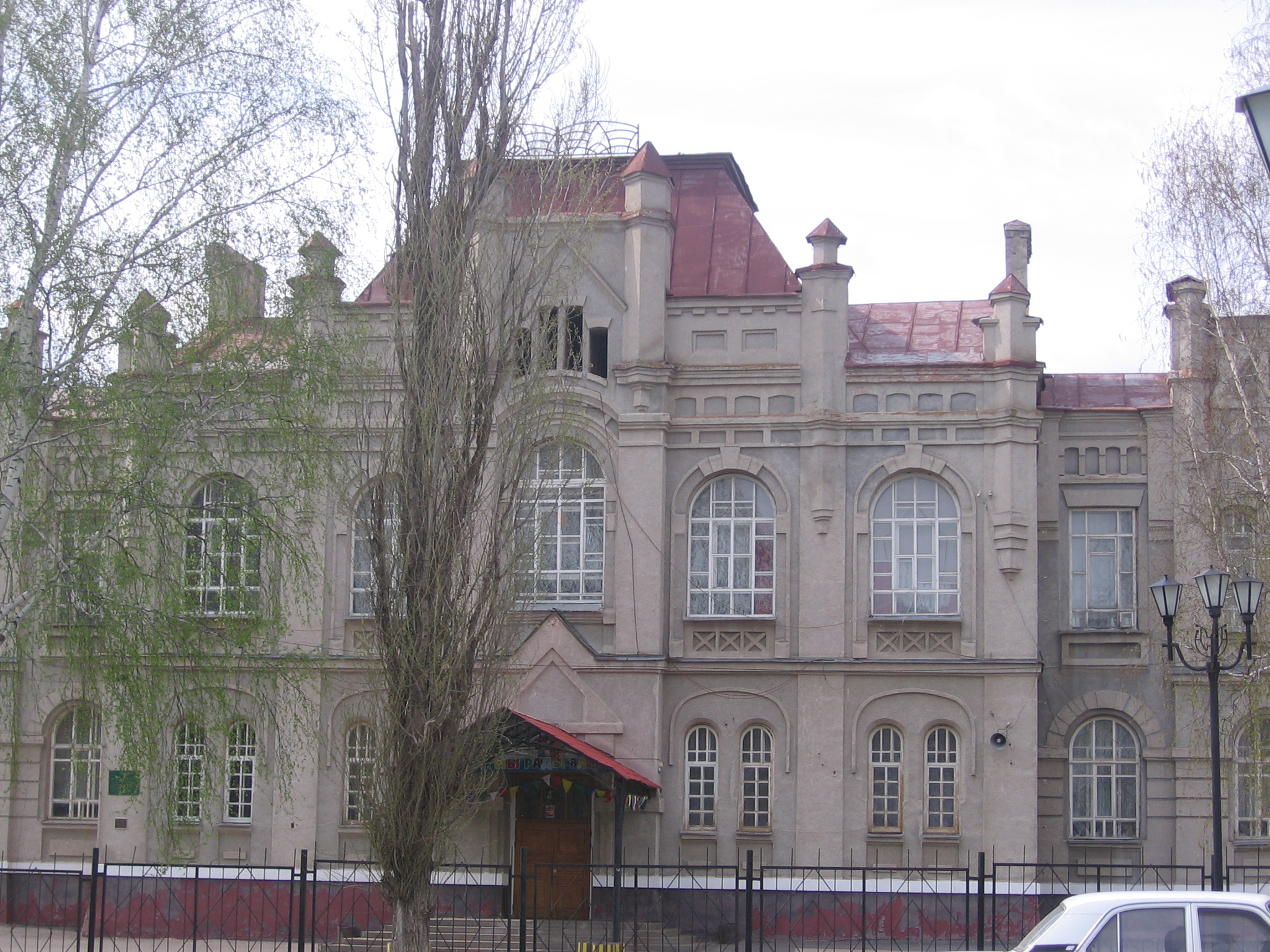
СОШ Грайворона
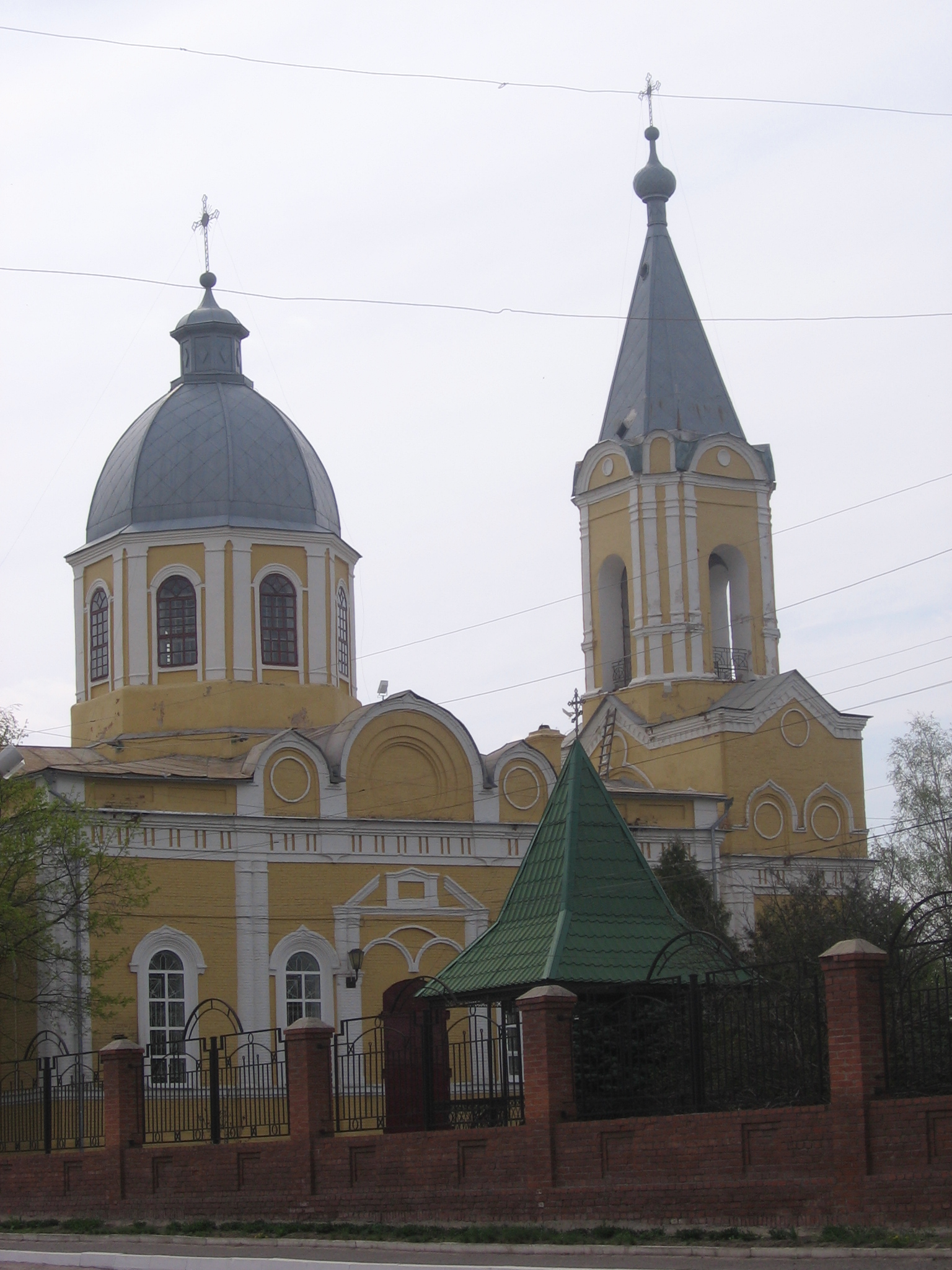
Никольский храм

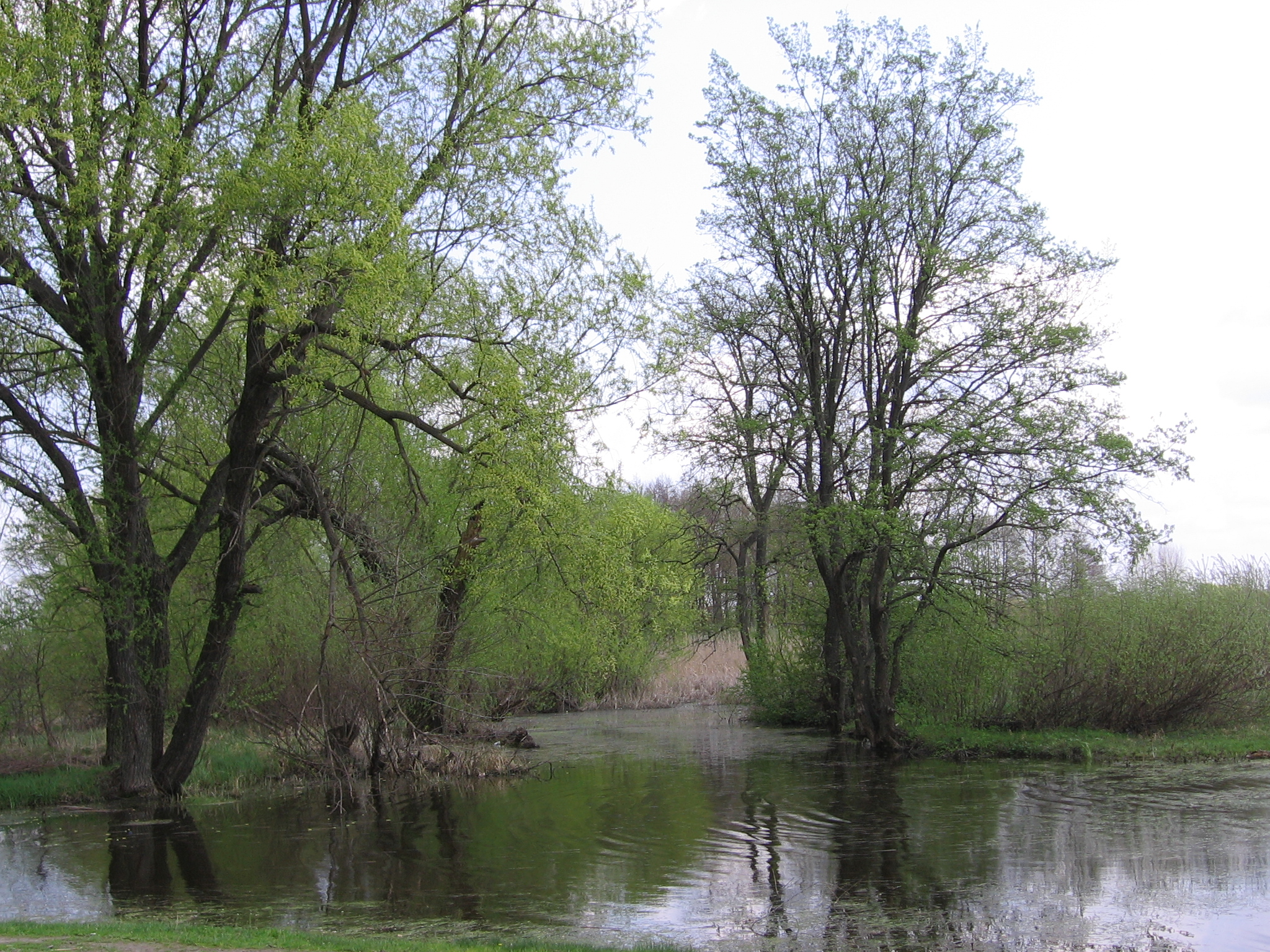
Озеро Медведевка
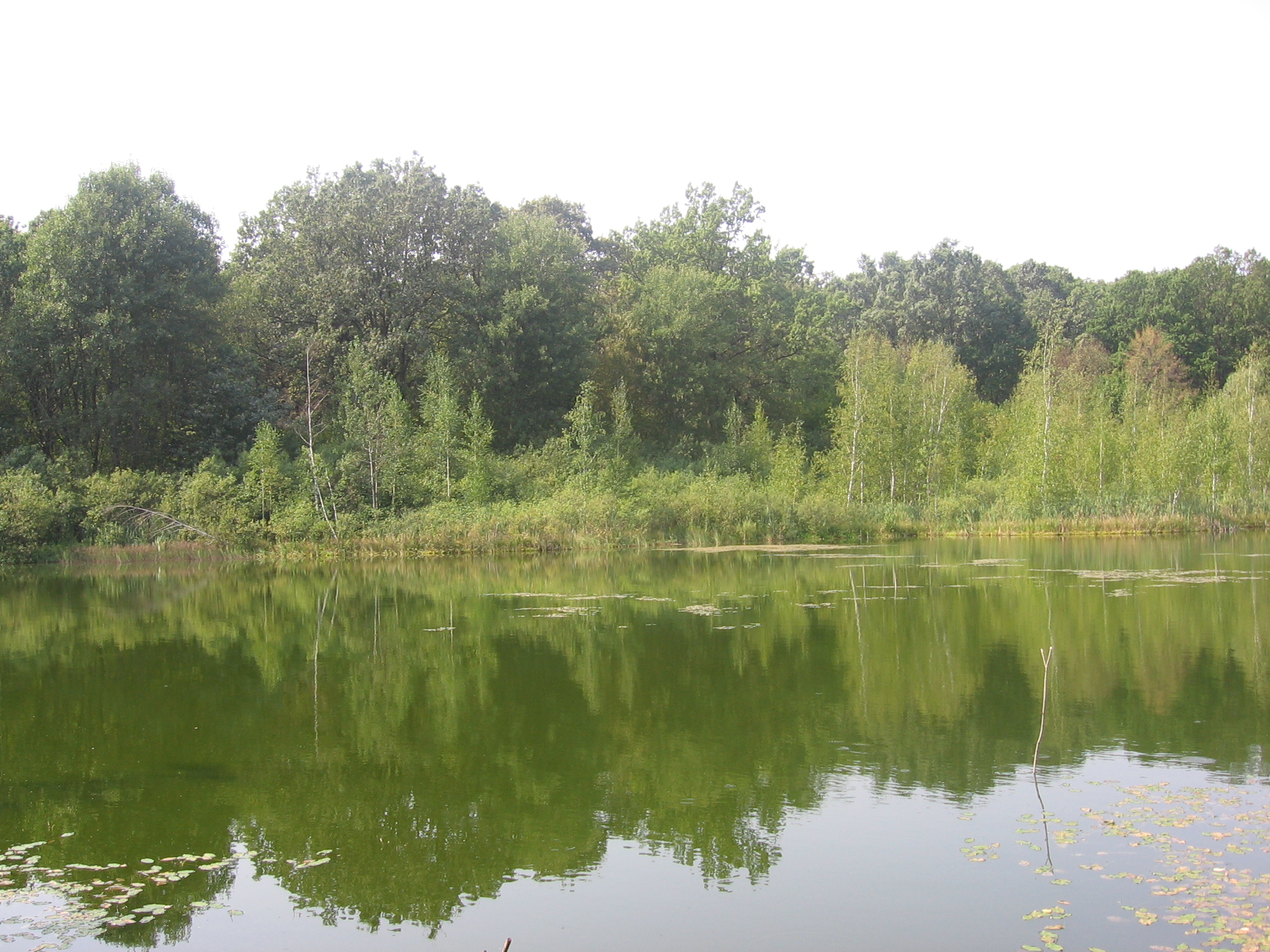
Озеро Моховатое
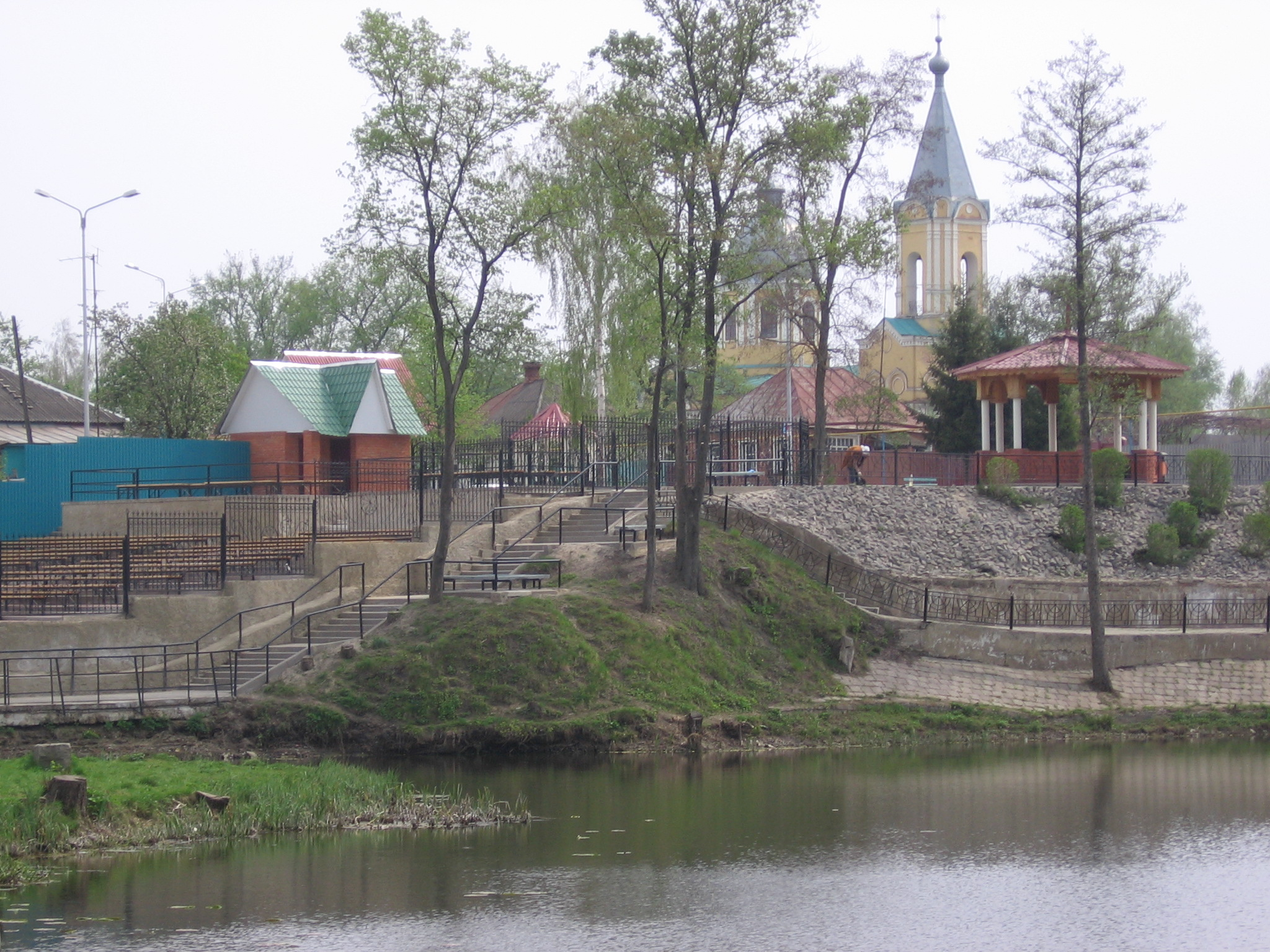
Петровская круча

## Корабль
- 30 января 2021 года в состав Черноморского флота ВМФ России принят малый ракетный корабль «Грайворон» проекта 21631 («Буян-М»).